# Ітоман

Ітома́н (яп. 糸満市, いとまんし, МФА: [itomaɴ ɕi̥]?) — місто в Японії, в префектурі Окінава.     Отримало статус міста 1971 року. Площа становить 46,63 км². Станом на 1 липня 2012 року населення складало 57 734  осіб, густота населення — 1240 осіб/км².     

## Історія
Протягом 1429–1871 років територія майбутнього міста входила до складу Рюкюської держави. 1871 року остання була перетворена на японський автономний уділ Рюкю. 1879 року цей уділ анексувала Японська імперія, яка перетворила його на префектуру Окінава.
Ґінован отримав статус міста 1 грудня 1971 року.